# Gjallarhorn

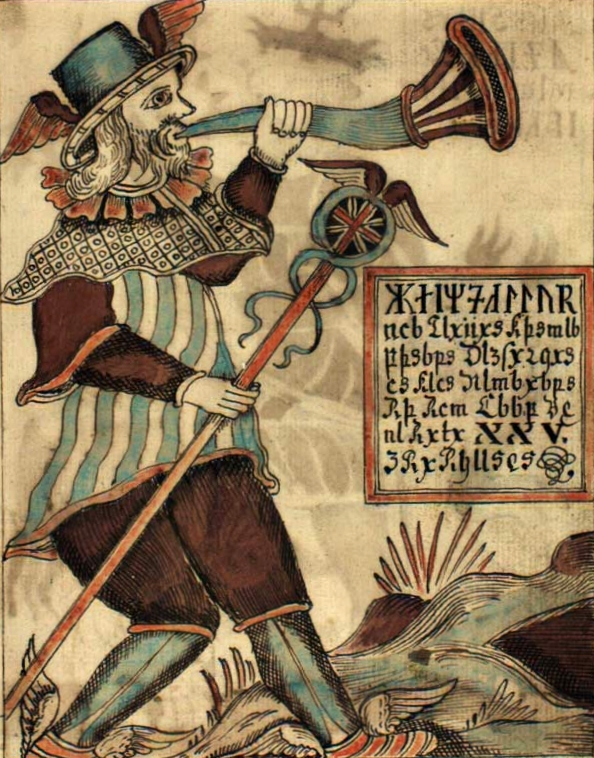
Una raffigurazione di Heimdallr che suona il Gjallarhorn in un manoscritto islandese del XVIII secolo.

Il Gjallarhorn è, nella mitologia norrena, un oggetto posseduto dal dio Heimdallr. Si tratta di un corno, come dice anche il suo nome, che significa appunto "corno risonante". È tanto potente che il suo suono può raggiungere tutti i mondi. Heimdallr lo userà quando sarà giunto il Ragnarǫk, per chiamare gli dei alla battaglia finale.

## Gjallarhorn e Mímir
Snorri Sturluson, nell'Edda in prosa, riferisce anche che il Gjallarhorn è adoperato dal gigante Mímir per attingere alla sua fonte (Mímisbrunnr), e ricavarne così la sapienza. È tuttavia verosimile che quello di Snorri sia un errore, derivato da una sua libera interpretazione della Vǫluspá. Qui si dice che nella sua fonte, ai piedi dell'albero cosmico Yggdrasill, Mímir conserva lo hljóð di Heimdallr, che usa per bere. Non è chiaro cosa indica di preciso il termine, ma nella sua accezione più comune, significa "silenzio", oppure "suono". 
Si può dunque immaginare che si tratti di un attributo (forse l'orecchio?) di Heimdallr, che il dio ha ceduto al gigante ottenendo in cambio un udito sovrumano (diventando in grado di sentire persino l'erba crescere). Ciò trova un parallelo in Odino: anch'egli, in cambio di una conoscenza superiore, ha ceduto un occhio a Mímir; e anche l'occhio di Odino è conservato nella fonte del gigante. Si può quindi immaginare che Snorri abbia confuso quello che forse è l'udito (hljóð) di Heimdallr con il Gjallarhorn.